# 紗幸
紗幸（英語：Sayuki，原名Fiona Caroline Graham），出生於墨爾本，被問及年齡，紗幸秉持傳統，堅不透露。於2007年12月19日獲得藝妓頭銜，並成為日本藝妓行業400年歷史中第1位外籍成員。現在，紗幸以藝妓的身分活躍於東京。 接受過許多藝妓課程訓練且專精於日本橫笛的紗幸也參與很多宴會演出。學術界亦認同紗幸的成就，最近她獲慶應大學邀請返回母校講課。紗幸日語含義是“顯而易見的幸福”。

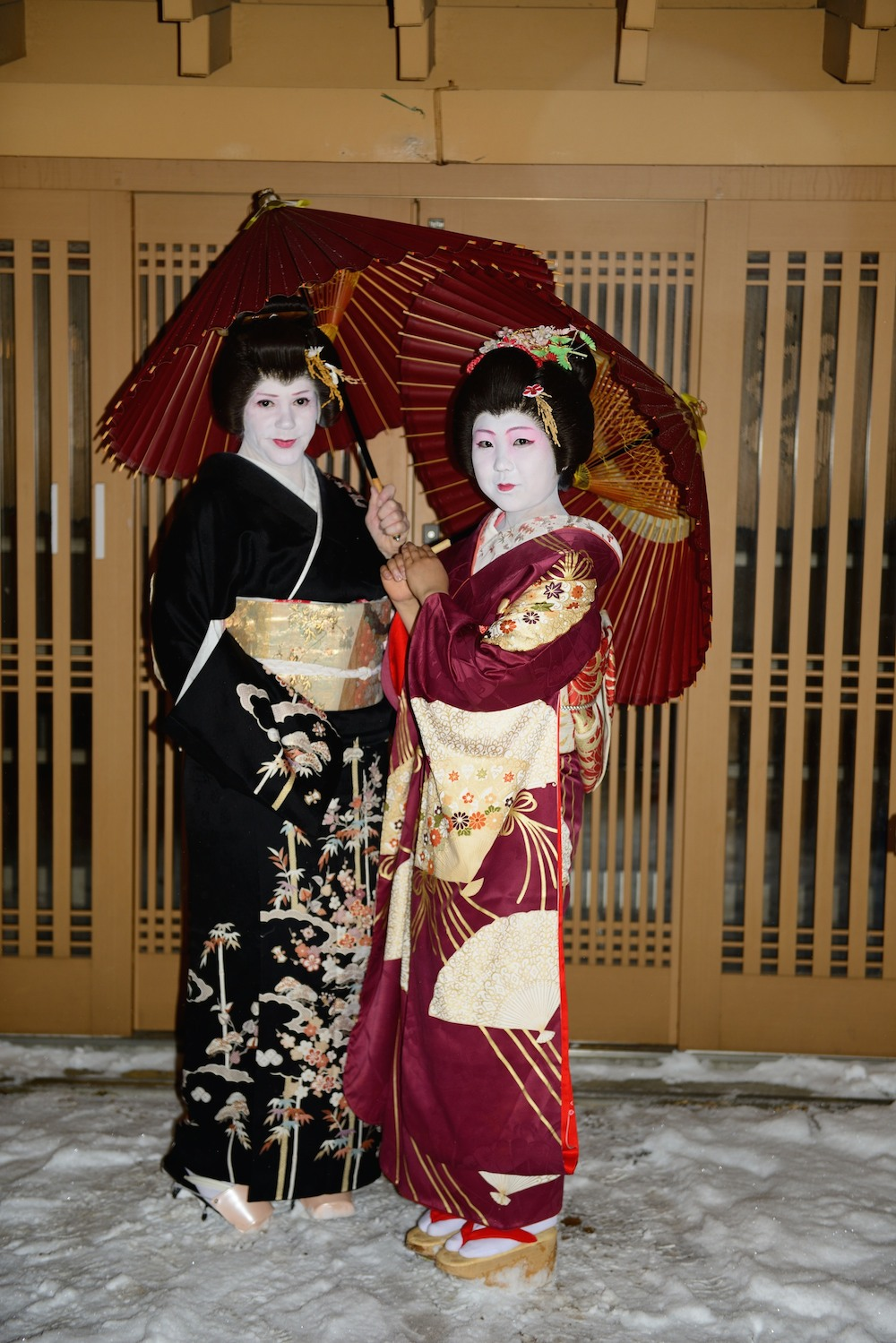
Sayuki in Tokyo with one of her trainees

## 早年
來自澳洲墨爾本的紗幸15歲開始與日本結緣。一開始她以交換學生身分前往日本中學就讀，交換計劃結束後，愛上日本傳統文化的她繼續留在日本念完高中，畢業後進入慶應大學研究人類科學，學成前往英國牛津大學深造，取得管理碩士，博士班則轉修社會人類學，專攻日本文化。紗幸曾獲中國政府所頒發的獎學金，並且於北京大學留學一年。此外，她也曾擔任日本放送協會NHK電視台以及英國廣播公司BBC等電視台的文化紀錄片導演及製作人， 同時也在世界各地的大學教學，也曾出版有關日本文化的書籍。
正是电影《艺伎回忆录》启发了她成为艺伎。他想摆脱西方人对艺妓的固有印象并通过自己的努力向世界传播艺妓文化。现在，他说，“我想努力工作，成为一名成熟的艺妓。

## 藝妓生涯
由於醉心藝妓文化，紗幸放棄學者的身份，接受嚴格訓練，經過一年培訓後，在2007年12月19日開始在東京淺草以藝名紗幸侍客獻藝。紗幸可以到淺草地區的宴會中表演或是在其他東京地區的宴會裡演出，可與其他藝妓、 或是以半玉身分(相當於日本舞妓)演出。她接受並歡迎各位觀光客前來欣賞她的宴會演出。紗幸也可陪同客人欣賞歌舞伎、相僕、發掘和服的世界、陪同購買和服、還有做文化上的觀光巡禮。在他作为艺妓的第四年，她的母亲病倒了所以她离开浅草开设了自己的店铺。到目前为止，她已经训练了五名艺妓。紗幸曾接受多國的教育及文化影響，她非常樂於受邀到其他國家演講，如上海、北京、香港等城市，推廣日本藝妓傳統文化。
2020年，当新冠疫情席卷日本时，她也继续于线上传播艺妓文化。